# 269 Justicija
269 Justicija (mednarodno ime 269 Justitia) je asteroid v glavnem asteroidnem pasu. 

## Odkritje
Asteroid je odkril avstrijski astronom Johann Palisa 21. septembra 1887 na Dunaju . Imenuje se po boginji pravice Justiciji iz rimske mitologije.

## Lastnosti
Asteroid Justicija obkroži Sonce v 4,24 letih. Njegova tirnica ima izsrednost 0,212, nagnjena pa je za 5,478° proti ekliptiki. Njegov premer je 53,62 km, okoli svoje osi pa se zavrti v 16,545 h .